# Uniklubi
Uniklubi — финская рок-группа, исполняющая песни на родном финском языке, ранее известная под названием «Pincenez» (Пенсне).

## История
Изначально Uniklubi основали двое: Юсси Село (вокал) и Пасси Виитала (гитара). Затем из своей группы Bitch So Sweet пришёл Янне Село (гитара/бэк-вокал), брат вокалиста. Позже присоединились Тээму Райамяки (Бас гитара) и Антти Матикайнен (ударные). Выступать в нынешнем составе группа начала лишь в 2003 году.
Четверо участников группы родом из Хямеенкюро, только Тээму Райямаки из Икаалинен. На данный момент все участники группы живут в Тампере (3-й по величине город в Финляндии).
Считается, что название группы — идея Юсси, но откуда, точно неизвестно. Uniklubi расшифровывается следующим побразом: Uni — Мечта, Сон, Видение; Klubi — Клуб. Итог — Клуб Мечтающих, Мечт, Мечтателей. В английском варианте — Dream Club.
Песня, взметнувшая их к вершине хит-парадов, — Rakkautta ja piikkilankaa (Любовь и Колючая Проволока, автор — Тээму). 15 июня 2006 г. группа официально стала платиновой в Финляндии. Альбом Kehä был продан тиражом более 30 000 копий.

## Состав
- Jussi Selo — Вокал
- Janne Selo — Гитара/Бэк-вокал
- Teemu Rajamäki — Бас-гитара
- Antti Matikainen — Ударные
- Pasi Viitala — Гитара

## Дискография

### Альбомы
- Rakkautta ja piikkilankaa (21 мая 2004)
- Kehä (2 ноября 2005)
- Luotisade (22 августа 2007)
- Kaikki Mitä Mä Annoin 2003-2008 (17 сентября 2008)
- Syvään valoon (4 марта 2009)
- Kultakalat (22 сентября 2010)
- Tulennielijä (13 апреля 2018)
- Ajan piirtämät kasvot (25 сентября 2020)
- 8 (3 марта 2023)

### Синглы
- Rakkautta ja piikkilankaa (2004)
- Kylmää (2004)
- Totuus (2004)
- Näiden tähtien alla (2004)
- Kaikki mitä mä annoin(2005)
- Huomenna (Промо Версия) (2005)
- Kiertää Kehää(2006)
- Tuhka (Промо Версия) (2006)
- Vnus (2007)
- Varjoon juuttunut(2007)
- Varjot(2008)
- Rakkaudesta Hulluuteen (2008)
- Polje (2009)
- Kukka (2009)
- Mitä Vittua? (2009)
- Aikasi On Nyt (2010)
- Laava (2018)
- Huojuva silta (2019)

### Музыкальные Видео
- Rakkautta ja piikkilankaa (2004)
- Kaikki mitä mä annoin (2005)
- Huomenna (2005)
- Vnus (2007)
- Luotisade (2007)
- Varjoon juuttunut (The Voice -live) (2008)
- Varjot (The Voice -live) (2008)
- Rakkaudesta Hulluuteen 2008)
- Polje (2009)
- Kukka (2009)
- Mitä vittua? (2009, Mitä vittua EP)
- Aikasi on nyt (2010)
- Maailmaa puhaltaa (2010)
- Pakkopaita (2018)
- Huojuva silta (2019)